# Karl von Pöltl
Karl von Pöltl (německy Carl Ritter von Pöltl) (11. února 1842 Benátky – 3. února 1929 Vídeň) byl rakousko-uherský admirál. U c. k. válečného námořnictva sloužil od roku 1859 a zúčastnil se několika válek. Později působil mimo jiné jako pedagog a vysoký úředník v námořní sekci na rakousko-uherském ministerstvu války. V roce 1898 byl povýšen do hodnosti kontradmirála.

## Biografie

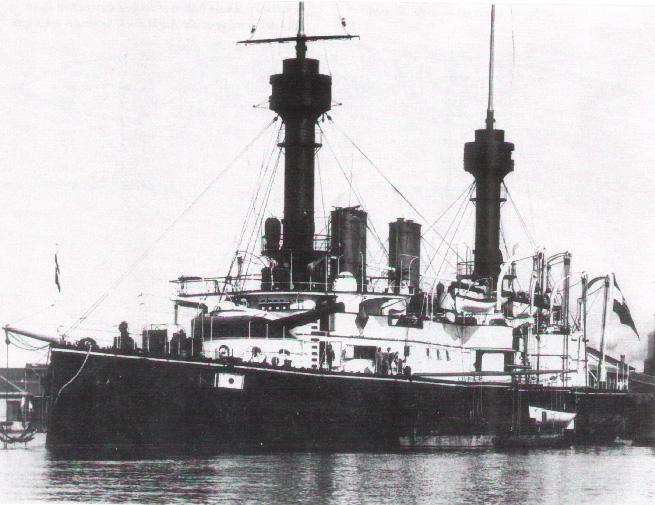
SMS Kaiserin und Königin Maria Theresia, vlajková loď Karla Pöltla v roce 1895

Byl nejstarším synem viceadmirála Josefa Pöltla (1810-1889). Původně studoval na vojenské kadetní škole v Mariboru, poté prošel dvouletým kurzem pro námořnictvo na výcvikové lodi SMS Adria (1857–1859). V roce 1859 vstoupil jako kadet k námořnictvu a kromě služby na různých lodích vykonával povinnosti v přístavech Terst a Pula. Během války s Itálií se na lodi SMS Kaiserin Elisabeth zúčastnil bitvy u Visu (1866) a téhož roku získal hodnost praporčíka. Na stejné lodi doprovázel v roce 1869 císaře Františka Josefa na cestě ke slavnostnímu otevření Suezského průplavu. V roce 1871 byl povýšen na poručíka II. třídy a dva roky velel rotě námořnictva na pevnině v Pule, poté se mimo jiné věnoval výcviku kadetů námořnictva. Jako poručík I. třídy (1875) byl přidělen k námořnímu arzenálu v Pule. Na lodi SMS Nautilus se v roce 1882 zúčastnil potlačení povstání v Dalmácii.
V roce 1885 byl povýšen na korvetního kapitána a v rámci eskadry převzal velení postupně několika lodí. V letech 1888–1892 byl přednostou oddělení v námořní sekci ministerstva války a mezitím byl k datu 1. listopadu 1888 povýšen na fregatního kapitána. V roce 1892 byl přidělen k námořnímu sborovému velitelství v Pule a v letech 1893–1894 byl velitelem fregaty SMS Radetzky. Dne 1. května 1893 získal hodnost kapitána řadové lodi a v dalších letech působil u velitelství arzenálu v Pule. V roce 1895 byl krátce velitelem pancéřového křižníku SMS Kaiserin und Königin Maria Theresia. V letech 1895–1898 působil znovu v námořní sekci na ministerstvu války, kde byl přednostou I. oddělení. Dne 1. listopadu 1898 byl povýšen na kontradmirála a závěr kariéry strávil u velení pevnosti v Pule. Ke dni 1. května 1899 byl penzionován.
Po odchodu do výslužby žil ve Vídni a v roce 1904 patřil k zakládajícím členům Rakouské společnosti pro podporu lodní dopravy (Österreichischer Flottenverein), mimo jiné byl též členem C. k. zeměpisné společnosti. Zemřel ve Vídni 3. února 1929 ve věku nedožitých 87 let a byl pohřben ve vojenské sekci hřbitova Sant'Anna v Terstu, kde byl pochován již jeho otec. 
V roce 1876 se oženil s Louisou Mandussichovou (1846–1944), dcerou majitele realit v Pule. Manželství zůstalo bezdětné. 

## Tituly a ocenění
Byl uživatelem šlechtického titulu rytíř, který v roce 1853 získal jeho otec. Během služby u námořnictva se stal nositelem vysokých vyznamenání v Rakousku-Uhersku i v zahraničí.

### Rakousko-Uhersko
- Válečná pamětní medaile (1864)
- Válečná medaile (1873)
- Služební odznak pro důstojníky III. třídy (1884)
- rytířský kříž Řádu Františka Josefa (1892)
- Jubilejní pamětní medaile (1898)
- Služební odznak pro důstojníky II. třídy (1899)
- Vojenský jubilejní kříž (1908)

### Zahraničí
- důstojník Řádu slávy (1878, Tunisko)
- Řád Osmanie IV. třídy (1883, Osmanská říše)
- Řád červené orlice II. třídy (1895, Německo)
- komandérský kříž Vévodského sasko-ernestinského domácího řádu (1899, Sasko)